# عبلة المرزوق
عبلة خلف سعد المرزوق (1956 – 8 يونيو 2025)، طبيبة وناشطة اجتماعية كويتية، لُقبت بـ«سندريلا المرقاب». اشتهرت بدورها البارز في المقاومة الكويتية أثناء الغزو العراقي للكويت عام 1990، إضافة إلى نشاطها في القضايا الاجتماعية وتمكين المرأة.

## النشأة والتعليم
ولدت في كيفان عام 1956. درست الطب وتخصصت في الجراحة والعناية المركزة، وعُرفت بتميزها في المجال الطبي.

## المسيرة الوطنية والمجتمعية
خلال الغزو العراقي للكويت عام 1990، شاركت في المقاومة الكويتية وكانت رمزًا للتضحية والشجاعة. بعد التحرير، واصلت نشاطها في دعم قضايا المرأة والأعمال الخيرية، وساهمت في مساندة ذوي الاحتياجات الخاصة وأسر شهداء الكويت.

## الوفاة
توفيت في 8 يونيو 2025 عن عمر 68 عامًا.الوطن نيوز وقد نعيت في وسائل الإعلام الكويتية والعربية بوصفها إحدى رموز المقاومة والنشاط الاجتماعي.